# Renny Harlin
Renny Lauri Mauritz Harlin (till 1987 Harjola), född 15 mars 1959 i Riihimäki, Finland, är en finländsk filmregissör och filmproducent.
Harlin har varit verksam i Hollywood sedan slutet av 1980-talet och har sedan dess regisserat och producerat en rad filmer, främst inom action-genren, som har blivit stora publiksuccéer.
Renny Harlin var gift med Geena Davis åren 1993–1998. Sedan 2021 har han varit gift med Johanna Harlin (född Kokkila).

## Filmografi i urval
- 1986 – Born American
- 1987 – Upplopp i Creedmorefängelset
- 1988 – Terror på Elm Street 4 – Freddys mardröm
- 1990 – Die Hard 2
- 1990 – Ford Fairlane
- 1993 – Cliffhanger (även produktion)
- 1995 – Cutthroat Island (även produktion)
- 1996 – The Long Kiss Goodnight (även produktion)
- 1999 – Rätt upp i 90-talet! (enbart produktion)
- 1999 – Deep Blue Sea
- 2001 – Driven (även produktion)
- 2004 – Mindhunters (även produktion)
- 2004 – Exorcisten: Begynnelsen
- 2006 – Pakten
- 2007 – Cleaner
- 2009 – 12 Rounds
- 2011 – 5 Days of War (även produktion)
- 2013 – Devil's Pass (även produktion)
- 2014 – The Legend of Hercules (även produktion och manus)
- 2016 – Skiptrace
- 2018 – Legend of the Ancient Sword
- 2024 – The Strangers: Chapter 1
- 2025 – The Strangers: Chapter 2
- 2026 – The Strangers: Chapter 3